# Miconia cinerea
Miconia cinerea är en tvåhjärtbladig växtart som beskrevs av Célestin Alfred Cogniaux. Miconia cinerea ingår i släktet Miconia och familjen Melastomataceae. Inga underarter finns listade i Catalogue of Life.